# Galtfjärden
Galtfjärden är en fjärd i Roslagen, nordöstra Uppland, i Norrtälje och Östhammars kommuner. Det är ett kustvatten som tillhör Norra Östersjöns vattendistrikt. Fjärden är 32,37 km² stor. Angränsande vatten är i norr Raggaröfjärden, öster Singöfjärden, söder Edeboviken, väster Hargsviken och i nordväst Hunsaren. Omgivande landmassor är i norr Tvärnö och Raggarön, i väster Medholmen och en mängd småöar, i söder fastlandet och i väster Värlingsö. Inga större vattendrag mynnar i Galtfjärden och enda tätort vid fjärdens strand är Herräng.
Farled till hamnarna i Hallstavik och Hargshamn passerar Galtfjärden. Farleden till Östhammar är av mindre betydelse. Fågelskyddsområdet Själgrynnorna ligger i Galtfjärden.